# Masumi Mishina
Masumi Mishina, född den 12 mars 1982 i Chigasaki, är en japansk softbollspelare.
Hon tog OS-brons vid de olympiska softboll-turneringarna vid olympiska sommarspelen 2004 i Aten.
Fyra år senare vid olympiska sommarspelen 2008 i Peking tog hon OS-guld..